# Tipula acirostris
Tipula acirostris är en tvåvingeart som beskrevs av Alexander 1954. Tipula acirostris ingår i släktet Tipula och familjen storharkrankar. Inga underarter finns listade i Catalogue of Life.